# Irem
Irem (アイレム, Airemu) is een Japans bedrijf dat initieel spelcomputers en arcadespellen ontwikkelde en via eigen kanalen op de markt bracht.  De hoofdzetel is in het Japanse Hakusan in de prefectuur Ishikawa.
Het bedrijf werd vooral bekend dankzij de spellen Moon Patrol en diverse shoot 'em ups.  Irem bracht ook een van de allereerste beat 'em ups uit: Kung-Fu Master.
Irem bracht voornamelijk spellen uit voor Arcadekasten, TurboGrafx-16, Sega Saturn, PlayStation en de pc. Een groot deel van hun spellen hebben een zeer hoge moeilijkheidsgraad en zijn daarom voorzien van kleine aanpassingen zoals een "no death mode" (oneindig aantal levens) zodat de speler het spel toch kon uitspelen.

## Geschiedenis
Irem werd in 1974 opgericht onder de naam IPM, wat staat voor International Playing Machine. Hun doelstelling was de ontwikkeling, verkoop en verhuur van arcadespellen en bijhorende kabinets.  In 1979 werd hed bedrijf hernoemd naar Irem Corporation (International  Rental Electronics Machines).  Rond 1983 werd het acroniem aangepast naar "Innovations in Recreational Electronic Media".
In 1990 begon het bergaf te gaan met het bedrijf.  De voornaamste reden was een terugval van de populariteit van arcadespellen (vooral gebruikt in cafés en speelhallen) ten voordele van de spelcomputers voor thuisgebruik en steeds goedkoper wordende Personal Computers. De verkoop was in 1994 zo laag dat het bedrijf een reorganisatie moest uitvoeren.  Alles wat te maken had met het ontwerpen, verkopen en verhuren van Arcade Cabinets werd ondergebracht in een nieuw bedrijf: Apies (アピエス, Abiesu).  De computerspel-afdeling en uitgeverij bleef behouden. Dit had ook tot gevolg dat een aantal werknemers het bedrijf verlieten om hun eigen ontwikkelstudio op te richten (Nazca Corporation), dewelke later werd opgekocht door SNK Playmore dat bekend werd met hun Metal Slug-franchise.
Sinds 1997 werd de computerspelafdeling onderdeel van Eizo Nanao onder de naam Irem Software Engineering Inc. De uitgeverij werd verkocht aan Apies.
Momenteel ontwikkelt Irem spellen exclusief voor PlayStation 2, PlayStation 3 en PSP.